# جورانگ هیل
جورانگ هیل (به انگلیسی: Jurong Hill) یا تپه جورانگ یک تپه چشم نواز است که در غرب سنگاپور کنار خیابان جالان احمد ابراهیم واقع شده است. در اصل این تپه در زبان مالایی به بوکیت پروپوک (Bukit Peropok) معروف است. در محوطه ای سرسبز به وسعت ۱۵ هکتار واقع شده که بلندی آن بالغ بر ۶۰ متر است. در روز ۵ اکتبر ۲۰۲۳، جورانگ هیل به علت فعالیت ساخت و ساز تعطیل شد. 